# Oude Boomgaardstraat
De Oude Boomgaardstraat is een straat in het centrum van de Nederlandse stad Den Haag tussen het Slijkeinde en de Bakkersstraat in de wijk  Kortenbos. De straat is vernoemd naar 'de wierande of bosschelken dat gheheten is die oude boemgaart', dat al in de veertiende eeuw wordt vermeld. In de jaren 1930 maakte de oude, verkrotte bebouwing plaats voor sociale woningbouw in de vorm van portiekwoningen in een kenmerkende rode baksteen. Op nummer 43 staat de Bethaniëkerk van de Gereformeerde Gemeente. Er zijn ook enkele bedrijven in de straat gevestigd.